# Тоне Селішкар
Тоне Селішкар (словен. Tone Seliškar; 1 квітня 1900, Любляна — 10 серпня 1969, Любляна — словенський поет і письменник. Лауреат премії Ф. Прешерна в номінації «Художня література» (1947).
Тоне Селішкар — один із найвидатніших представників словенської соціалістичної літератури.

## Життєпис
Народився в ремісничій та залізничній родині сьомою дитиною. Він навчався в початковій школі у Вртачі, пізніше закінчив навчання в Учительському коледжі в Любляні у 1919 році. Першу вчительську посаду отримав у 1919 році в Драмлє біля Целє . У 1920 вчителював у Прежині над Шторамі, у 1921 році в Трбовлє. У Трбовлє брав участь у робітничих соціалістичних товариствах, де керував і писав (збірка віршів Трбовле , 1923). Певний час він також вчителював у Рієці біля Лашко та в Церкле біля Брежиці. У 1925 році влаштувався вчителем у середню школу в Любляні в Пруле. У 1942 році за ініціативою Прежига Воранца увійшов до складу Визвольного фронту . Під час Другої світової війни (осінь 1943 р.) пішов в партизани, де читав лекції, декламував і публікував свої праці. Після війни працював в інформаційній газеті OF Slovenski poročevalec, а також був головним редактором газети Delavske enotnosti. В 1951—1954 роках був президентом Словенської емігрантської асоціації в Любляні, а з 1958 по 1962 рік також був редактором видавництва Borec. Помер 10 серпня 1969 року в Любляні.

## Літературна діяльність
Тоне Селішкар написав поетичні збірки , романи , оповідання та дитячу літературу. Він з'явився в перші роки словенського експресіонізму і вважався одним із найхарактерніших представників. З самого початку був одним із представників пролетарського руху.
Тоне Селішкар розкрив нещастя трудового життя, особливо гірництва. Розпочинав із соціального експресіонізму (Трбовле , 1923), а згодом перейшов до соцреалізму (Вірші очікування, 1937). Тоне Селішкар спочатку писав поетичні збірки для дорослих, а пізніше також твори для дітей. Перед Другою світовою війною підняв свідомість трудящих своїм письменством.
За молодіжним оповіданням «Екіпаж синьої чайки» (1936) у 1969 році був знятий однойменний молодіжний серіал . " Мул " (1948) — одна з його найкращих повоєнних молодіжних робіт. У творі «Братство синьої чайки» автор писав за мотивами життя бідних далматинських рибалок, використавши матеріал партизанських часів у творах "Товариші", "Мули", "Лисиці", «Хлопчик з високої дороги». Молодіжна оповідна творчість Селішкара характеризується виразним суспільно-етичним відношенням, справедливістю зразкових героїв, живою та насиченою подіями розповіддю.
Його твори перекладено багатьма мовами, включаючи албанську, чеську , італійську, угорську , македонську , німецьку, польську, румунську, російську, словацьку та сербохорватську.

## Переклади українською мовою
- Komanda "Sin'oï gajky. Зі словенської переклав Вілл Гриміч. Kyïv: Veselka, 1965
- Društvo "Belava čajka": domašne čitane za VI klas osnovnej školi. Перекл. Julijai Rac. Novi Sad: Zavod za izdavanje udžbenika, 1987

## Форма писання
Тоне Селішкар наблизив вірш до прози. Такий вірш відповідав розповідному змісту його віршів. Його стиль був жалюгідним у період експресіонізму, сповнений роздутих образів, символів, хитромудрих фраз і форм. З новою реальністю він втратив ці характеристики і став повсякденним, майже журналістським.

## Тоне Селішкар і українська мова
“У видавництві Дніпро в Києві цими днями вийшло молодіжне оповідання Селішкара “Братство синьої чайки” українською мовою під назвою “Команда синьої чайки”. Він вийшов тиражем в  40 000 примірників і був негайно розпроданий. Теж саме київське видавництво має намір видати «Товариші Селішкара», «Індіанці і пірати», «Руді», «Дідусь Сом» і «Екіпаж без корабля». Окрім молодіжних творів Селішкара, в Україні також цікавляться його романами: «Нанизливим бродом», «Ніч і світанок»."